# Inéquation du premier degré
Une inéquation du premier degré à une inconnue est une inéquation où l'inconnue x apparait avec le degré 1 ou 0. Plus généralement, on appelle inéquation du premier degré toute inéquation se ramenant à une inéquation du type précédent par des opérations algébriques simples.
Exemples d'inéquations du premier degré :
- {\displaystyle 3a+2\leqslant 5} d'inconnue {\displaystyle a}
- {\displaystyle {\frac {u-3}{2}}+4>5u} d'inconnue {\displaystyle u}
- {\displaystyle x^{2}+3x-5\geqslant (x-9)(x+3)} d'inconnue {\displaystyle x}

## Résolution
Une inéquation du premier degré se résout en isolant l'inconnue dans un des membres de l'inégalité à l'aide des règles élémentaires.

### Exemple
Un club de sport propose 3 types de paiement :
- le forfait mensuel de 50 euros
- une carte de 10 entrées pour 35 euros et les entrées supplémentaires coûtent 4 euros
- un prix à l'entrée de 4 euros

1) Pour quel nombre de séances dans le mois, le forfait mensuel est-il plus avantageux que les entrées à l'unité ?
soit x le nombre d'entrées, le prix de x entrées à l'unité est 4x. Il s'agit de résoudre 50 < 4x. Cette inéquation est équivalente à
{\displaystyle {\frac {50}{4}}<x} on a divisé les deux membres de l'inégalité par 4.
Donc le forfait mensuel est plus avantageux que les entrées à l'unité à partir de 13 entrées et au-delà
2) Pour quel nombre d'entrées est-il plus avantageux d'acheter une carte de 10 entrées que de payer l'abonnement mensuel ?
Pour moins de 10 entrées, c'est évident que la carte est plus avantageuse que l'abonnement, soit x le nombre d'entrées (x plus grand que 10), le prix de x entrées avec une carte est alors de 35 + 4(x - 10). Il s'agit de résoudre 35 + 4(x - 10) < 50. Cette inéquation est successivement équivalente aux inéquation suivantes :
4x - 5 < 50 opérations algébriques sur le premier membre de l'inéquation
4x < 55 on ajoute 5 aux deux membres de l'inéquation
x < 13,75 on divise chaque membre de l'inéquation par 4
l'achat d'une carte est plus avantageux que l'abonnement mensuel si le nombre d'entrées ne dépasse pas 13.

### Cas général
Une inéquation du premier degré se ramène toujours à un des cas suivants
{\displaystyle ax+b<0~{\text{ou}}\ ax+b\leqslant 0}
- si a > 0, l'inéquation équivaut à {\displaystyle x<{\frac {-b}{a}}~{\text{ou}}\ x\leqslant {\frac {-b}{a}}}
- si a < 0, l'inéquation équivaut à {\displaystyle x>{\frac {-b}{a}}~{\text{ou}}\ x\geqslant {\frac {-b}{a}}}
- si a = 0, l'inéquation devient : {\displaystyle b<0\ ou\ b\leqslant 0}. Inégalité indépendante de x et qui
  - ou bien est toujours vraie alors l'ensemble des solutions est R
  - ou bien est toujours fausse alors l'inéquation n'a pas de solution.

### Ensemble des solutions
On présente souvent l'ensemble des solutions sous forme d'un intervalle de R.
- x < c est caractéristique de l'intervalle {\displaystyle ]-\infty ;c[}
- x ≤ c est caractéristique de l'intervalle {\displaystyle ]-\infty ;c]}
- x > c est caractéristique de l'intervalle {\displaystyle ]c;+\infty [}
- x ≥ c est caractéristique de l'intervalle {\displaystyle [c;+\infty [}

les deux autres intervalles que l'on est amené à rencontrer sont { }=∅, et R.

## Interprétation graphique et étude de signe

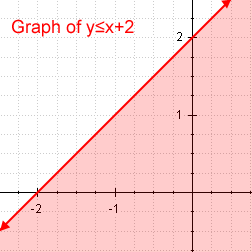
Exemple d'interprétation graphique.

Pour tout réel a non nul, la représentation graphique de la droite d'équation y = ax + b confirme et illustre les résultats précédents.
| pour a > 0 | pour a < 0 |
|            |            |

- Si a > 0, « la droite monte » et ax + b est d'abord négatif (pour x < - b/a) puis positif
- Si a < 0, « la droite descend » et ax + b est d'abord positif (pour x < - b/a) puis négatif
- ax + b s'annule pour x = - b/a qui s'appelle la racine de ax + b

Ce qui fait dire que, pour tout a non nul, ax + b est du signe de a après sa racine
On résume ce résultat dans un tableau de signes qui indique, suivant les valeurs de x, le signe de ax + b. La première ligne du tableau positionne x sur la droite des réels, la seconde renseigne sur le signe de ax + b.
- pour a > 0

| {\displaystyle -\infty } | − b/a | {\displaystyle +\infty } |

| − | 0 | + |

- pour a < 0

| {\displaystyle -\infty } | − b/a | {\displaystyle +\infty } |

| + | 0 | − |

## Système de plusieurs inéquations du premier degré
Un système de deux inéquations du premier degré peut se réduire à la forme suivante :
{\displaystyle \left\{{\begin{matrix}ax+b<0\\{\text{et}}\\cx+d<0\end{matrix}}\right.}
Résoudre ce système c'est trouver l'ensemble des réels x vérifiant à la fois la première inéquation et la seconde inéquation.
Méthode : il suffit de résoudre séparément chaque inéquation. On obtient alors pour chaque inéquation un intervalle solution {\displaystyle I_{1}} pour la première inéquation, {\displaystyle I_{2}} pour la seconde inéquation. l'ensemble solution du système est l'intersection des deux intervalles, c'est un intervalle.
Exemple : Résoudre le système {\displaystyle \left\{{\begin{matrix}2x+3<x+50\\{\text{et}}\\x^{2}+3x\leqslant (x+4)(x+5)\end{matrix}}\right.}
- La première inéquation est équivalente aux inéquations suivantes :

2x < x + 47 on a retranché 3 à chaque membre de l'inéquation
x < 47 on a retranché x à chaque membre de l'inéquation
L'ensemble des solutions de la première inéquation est {\displaystyle I_{1}=]-\infty ;47[}
- La seconde inéquation est équivalente aux inéquations suivantes :

{\displaystyle x^{2}+3x\leqslant x^{2}+9x+20} on a développé et réduit le second membre
{\displaystyle 0\leqslant 6x+20} on a retranché {\displaystyle x^{2}+3x} à chaque membre
{\displaystyle x\geqslant -10/3} on a utilisé la règle du signe de ax + b
L'ensemble des solutions de la seconde inéquation est {\displaystyle I_{2}=[-10/3;+\infty [}
L'ensemble des solutions du système est l'intervalle{\displaystyle I_{1}\cap I_{2}=[-10/3;47[}
Remarque 1 : il existe parfois des systèmes d'inéquations : {\displaystyle \left\{{\begin{matrix}ax+b<0\\{\text{ou}}\\cx+d<0\end{matrix}}\right.} dont les solutions sont les réels {\displaystyle x} vérifiant l'une ou l'autre des deux inéquation (il suffit que l'une au moins des inéquations soit vérifiée). L'ensemble des solutions sera alors l'union des ensembles solutions.

La première forme de système étant la plus courante, il est fréquent que le mot et n'apparaisse plus. En revanche, pour un système de la deuxième forme, le mot ou est indispensable.
Remarque 2 : on peut concevoir selon le même principe un système de trois, quatre, … n inéquations.